# Agulla d'Ussel
L'Agulla d'Ussel és un cim de 3.022 m d'altitud, amb una prominència de 30 m, que es troba a la cresta est del Balaitús, al massís homònim, entre la província d'Osca (Aragó) i el departament dels Alts Pirineus (França).